# Juncus novae-zelandiae
Juncus novae-zelandiae là một loài thực vật có hoa trong họ Juncaceae. Loài này được Hook.f. mô tả khoa học đầu tiên năm 1853.